# Lázaro Cárdenas (Michoacán)
Lázaro Cárdenas è una municipalità dello stato di Michoacán, nel Messico centrale, il cui capoluogo è la località di Ciudad Lázaro Cárdenas.
La municipalità conta 178.817 abitanti (2010) e ha un'estensione di 1152,04 km².
Il nome della municipalità è dedicato a Lázaro Cárdenas del Río, presidente del Messico.